# Пильгеродендрон
Пильгероде́ндрон (лат. Pilgerodéndron) — род хвойных вечнозелёных деревьев семейства Кипарисовые. Единственный вид в составе рода — Пильгеродендрон ягодоно́сный (лат. Pilgerodendron uviférum), эндемик юга Чили и юго-запада Аргентины, распространённый вплоть до 55° ю. ш., что делает его самым южным хвойным растением мира.
Род назван в честь немецкого ботаника Роберта Кнуда Фридриха Пильгера (1876—1953).

## Ботаническое описание
Пильгеродендрон — медленнорастущее вечнозелёное однодомное дерево с узкой конусовидной кроной. Известны экземпляры возрастом более 500 лет. В зависимости от условий достигает от 2 до 20 метров в высоту со стволом диаметром до 1,5 метров. Есть свидетельства, что ранее встречались экземпляры до 25 метров высоты. Кора тёмная, красно-коричневая.
Листья чешуевидные, 2—3 мм в длину, расположены попарно крестообразно. Все они одного размера, что придает поперечному сечению побегов квадратную форму.
Мужские шишки (микростробилы) 5—10 мм в длину и 2 мм в ширину. Женские шишки (мегастробилы) 5—12 мм в длину и 4—6 мм в ширину. Имеют по 4 чешуи с одним тонким остистым отростком каждая. Две из чешуй стерильны, а две другие содержат по 2 семени 3—4 мм длиной.

## Распространение
В естественных условиях пильгеродендрон произрастает в вальдивских лесах на западных склонах Анд и на острове Чилоэ, а также в магеллановых субполярных лесах на Огненной Земле. На тихоокеанском побережье растёт в ассоциации с вечнозелёными широколиственными нотофагусом берёзовым (Nothofagus betuloides) и дримисом Винтера (Drimys winteri). Выше в Андах, вплоть до восточных аргентинских склонов, является доминантным в укрытых от ветра заболоченных долинах. В крайней северной части ареала встречается в ассоциации с фицройей кипарисовидной (Fitzroya cupressoides).
Посадки пильгеродендрона встречаются на севере тихоокеанского побережья США.

## Классификация
Относится к подсемейству Каллитрисовые (Callitroideae) семейства Кипарисовые (Cupressaceae). Как и все члены этого подсемейства, является типичным представителем голантарктического царства.
Является близкородственным роду Либоцедрус (Libocedrus), встречающемуся в Новой Зеландии и Новой Каледонии, поэтому иногда включается в этот род как Libocedrus uvifera (D.Don) Pilg..

## Использование и экология
Красновато-желтоватая смолистая древесина дерева имеет хорошие механические свойства, устойчива против гниения и поэтому высоко ценится в строительстве и производстве мебели. Из-за чрезмерных вырубок на нужды кораблестроения пильгеродендрон встречается сейчас гораздо реже, чем ранее, особенно на побережье. В связи с этим вид упомянут в Приложении 1 Конвенции о международной торговле видами дикой фауны и флоры (CITES), то есть международная торговля им запрещена. В Красной книге Международного союза охраны природы пильгеродендрон упомянут как уязвимый вид.